# Przezcewkowa ablacja igłowa gruczołu krokowego
Przezcewkowa ablacja igłowa gruczołu krokowego, przezcewkowa ablacja igłowa stercza, TUNA (od ang. transurethral needle ablation) – zabieg urologiczny polegający na zastosowaniu energii fal radiowych do wytworzenia wysokiej temperatury (120 °C) w celu zniszczenia nieprawidłowej (nowotworowej) tkanki gruczołu krokowego, z oszczędzeniem sterczowego odcinka cewki moczowej. 
Wymagane jest jedynie znieczulenie miejscowe. Niedogodności związane z zabiegiem to przymusowe pozostawienie cewnika w pęcherzu na dłuższy okres oraz przejściowe, niewielkie krwawienie z dróg moczowych.

Przeczytaj ostrzeżenie dotyczące informacji medycznych i pokrewnych zamieszczonych w Wikipedii.